# 敖宝图泡
敖宝图泡是一个位于中国吉林省农安县的湖泊，面积约为16平方千米，平均水深约为0.5米。